# Hu Hesheng
Hu Hesheng (en chino tradicional, 胡和生; pinyin, Hú Héshēng; Shanghái, República de China, 20 de junio de 1928-Shanghái, 2 de febrero de 2024) fue una matemática y profesora china. Fue vicepresidenta de la Sociedad Matemática China, presidenta de la Sociedad Matemática de Shanghái y miembro de la Academia China de las Ciencias. En 2002, ocupó la Noether Lecture.

## Formación y carrera
Estudió en la Universidad Nacional Chiao Tung (hoy Universidad de Shanghái Jiao Tong) y en la Universidad de Daxia (hoy parte de la Universidad Normal del Este de China). Obtuvo una maestría en matemáticas por la Universidad de Zhejiang en 1952, bajo la dirección de Su Buqing. Entre 1952 y 1956, fue investigadora en el Instituto de Matemáticas de la Academia China de las Ciencias. En 1956, se trasladó a la Universidad de Fudan, en Shanghái, primero como profesora asociada y más tarde como catedrática.

## Honores y reconocimientos
Fue vicepresidenta de la Sociedad Matemática China y presidenta de la Sociedad Matemática de Shanghái. En 1991, fue elegida académica de la Academia China de las Ciencias. En 2002, fue seleccionada como la Emmy Noether Lecture durante el Congreso Internacional de Matemáticos en Pekín.

## Investigación
Su principal interés académico fue la geometría diferencial. Lideró un grupo de investigación en la Universidad de Fudan durante las décadas de los ochenta y noventa.

## Vida personal
Estuvo casada con el también matemático, Gu Chaohao, quien fue presidente de la Universidad de Ciencia y Tecnología de China.

### Muerte
El 2 de febrero de 2024, falleció a los 96 años de edad.